# Mimomys pliocaenicus
Espèce
Synonymes
- † Arvicola pliocaenicus

Mimomys pliocaenicus est une espèce éteinte de rongeurs du genre également éteint Mimomys, de la famille des Cricetidae.

## Distribution et époque
Ce campagnol a été découvert en Allemagne, en Espagne, en France, en Géorgie, en Grèce, en Hongrie, en Italie, au Kazakhstan, en Pologne, au Portugal, en Roumanie et en Russie. Il vivait à l'époque du Pliocène jusqu'au Pléistocène.

## Étymologie
L'épithète spécifique est nommée en référence à l'époque géologique où les premiers fossiles ont été décrits : le Pliocène.

## Taxinomie
Cette espèce a été décrite pour la première fois en 1905 par le paléontologue suisse Charles Immanuel Forsyth Major (1843-1923). Elle a porté le nom d'Arvicola pliocaenicus.

## Publication originale
(en) Forsyth Major, 1902 : « Some jaws and teeth of Pliocene voles (Mimomys gen. nov.) from the Norwich Crag at Thorpe, and from the Upper Val d’Arno. ». Proc. Zool. Soc. London, vol. 1, p. 102-107 (consulté le 20 octobre 2013).